# زیگی استارداست (ترانه)
«زیگی استارداست» (به انگلیسی: Ziggy Stardust) ترانه‌ای از دیوید بویی است که سال ۱۹۷۲ میلادی در آلبوم مفهومیِ ظهور و سقوط زیگی استارداست و عنکبوت‌ها از مریخ منتشر شد.
زیگی استارداست منِ دیگر دیوید بویی را به نمایش می‌گذارد که در آن ستارهٔ راکِ آورندهٔ پیام‌های موجودات فرازمینی‌ست. این ترانه که از نخستین بارقه‌های سبک گلم راک به‌شمار می‌رود سال ۲۰۱۰ در رتبهٔ ۲۸۲ از فهرست «۵۰۰ ترانه برتر تمام اعصار رولینگ استون» قرار گرفت و در فهرست «۵۰۰ ترانه‌ای که راک اند رول را شکل دادند» نیز جای گرفته است.